# Вулиця Петра Слинька (Київ)
Ву́лиця Петра́ Слинька́ — зникла вулиця, що існувала в Жовтневому, нині Солом'янському районі міста Києва, місцевість Караваєві дачі. Пролягала від Борщагівської вулиці до тупика.

## Історія
Вулиця виникла в 1-й чверті XX століття під назвою Родзянківська. Назву вулиця Петра Слинько набула 1928 року на честь Петра Слинька. Пізніше назва вулиці була змінена на провулок Слинько, з 1944 року — Ворзельський провулок (на честь смт Ворзель Київської області). З 1950-х років вживалася назва провулок Петра Слинька, у 1970-х роках — вулиця Петра Слинька.
Ліквідована у 1980-х роках у зв'язку зі знесенням старої забудови.